# Episodi di Arcibaldo (quinta stagione)

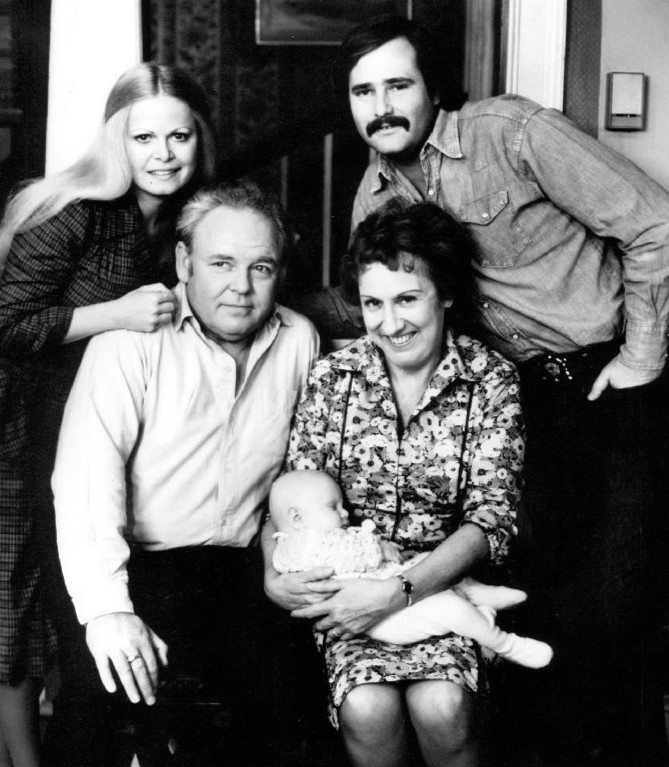
The Bunkers & gli Stivics: in piedi, Gloria (Sally Struthers) e Michael (Rob Reiner); seduti, Archie (Carroll O'Connor) e Edith (Jean Stapleton) con il piccolo Joey.

La quinta stagione della serie televisiva Arcibaldo è stata trasmessa negli Stati Uniti d'America dal 14 settembre 1974 all'8 marzo 1975 sulla CBS, posizionandosi al 1º posto nei rating Nielsen di fine anno con il 30,2% di penetrazione.
In Italia la stagione è andata in onda nel 1984 su Canale 5.
| nº | Titolo originale                                         | Titolo italiano                   | Prima TV USA      | Prima TV Italia |
| -- | -------------------------------------------------------- | --------------------------------- | ----------------- | --------------- |
| 1  | The Bunkers and Inflation (Part 1)                       | I Bunkers e l'infazione (parte 1) | 14 settembre 1974 | 1984            |
| 2  | The Bunkers and Inflation (Part 2): Archie Underfoot     | I Bunkers e l'infazione (parte 2) | 21 settembre 1974 | 1984            |
| 3  | The Bunkers and Inflation (Part 3): Edith the Job Hunter | I Bunkers e l'infazione (parte 3) | 28 settembre 1974 | 1984            |
| 4  | The Bunkers and Inflation (Part 4): Archie's Raise       | I Bunkers e l'infazione (parte 4) | 5 ottobre 1974    | 1984            |
| 5  | Lionel the Live-In                                       | Lionel il Live-In                 | 12 ottobre 1974   | 1984            |
| 6  | Archie's Helping Hand                                    | La mano di Archie                 | 19 ottobre 1974   | 1984            |
| 7  | Gloria's Shock                                           | Shock                             | 26 ottobre 1974   | 1984            |
| 8  | Where's Archie?                                          | Dov'è Archie?                     | 2 novembre 1974   | 1984            |
| 9  | Archie is Missing                                        | Archie si è perso                 | 9 novembre 1974   | 1984            |
| 10 | The Longest Kiss                                         | Il lunghissimo bacio              | 16 novembre 1974  | 1984            |
| 11 | Archie and the Miracle                                   | Archie e il miracolo              | 23 novembre 1974  | 1984            |
| 12 | George and Archie Make a Deal                            | L'accordo di George e Archie      | 30 novembre 1974  | 1984            |
| 13 | Archie's Contract                                        | Il contratto di Archie            | 7 dicembre 1974   | 1984            |
| 14 | Mike's Friend                                            | L'amico di Mike                   | 14 dicembre 1974  | 1984            |
| 15 | The Best of "All in the Family"                          | The best of "Arcibaldo"           | 21 dicembre 1974  | 1984            |
| 16 | Prisoner in the House                                    | Prigioniero in casa               | 4 gennaio 1975    | 1984            |
| 17 | The Jeffersons Move Up                                   | I Jefferson si trasferiscono su   | 11 gennaio 1975   | 1984            |
| 18 | All's Fair                                               | Tutto è lecito                    | 18 gennaio 1975   | 1984            |
| 19 | Amelia's Divorce                                         | Amelia divorzia                   | 25 gennaio 1975   | 1984            |
| 20 | Everybody Does It                                        | Lo fanno tutti                    | 8 febbraio 1975   | 1984            |
| 21 | Archie and the Quiz                                      | Archie e il quiz                  | 15 febbraio 1975  | 1984            |
| 22 | Edith's Friend                                           | L'amica di Edith                  | 22 febbraio 1975  | 1984            |
| 23 | No Smoking                                               | Vietato fumare                    | 1º marzo 1975     | 1984            |
| 24 | Mike Makes His Move                                      | Mike fa la sua mossa              | 8 marzo 1975      | 1984            |